# Parannan Edussaari
Parannan Edussaari är en ö i Finland. Den ligger i sjön Lestijärvi och i kommunen Lestijärvi i den ekonomiska regionen  Kaustby ekonomiska region  och landskapet Mellersta Österbotten, i den centrala delen av landet, 400 km norr om huvudstaden Helsingfors. Öns area är 2,3 hektar och dess största längd är 300 meter i öst-västlig riktning.